# 中興 (南朝斉)
中興（ちゅうこう）は、南北朝時代、南斉の和帝蕭宝融の治世に行われた元号。
501年 - 502年。南斉最後の元号。

## 出来事
- 元年3月：和帝、江陵にて即位。中興と改元。蕭宝巻を廃立して涪陵王に降す。
- 元年12月：涪陵王、宮中にて殺害される。涪陵王を廃して東昏侯に降す。
- 2年1月：蕭衍を梁公に封じる。
- 2年2月：梁公を王に封じる。
- 2年3月：和帝、皇帝位を梁王蕭衍に禅譲する。これにより斉朝は滅亡。

## 西暦・干支との対照表
| 中興 | 元年    | 2年     |
| 西暦 | 501年   | 502年   |
| 干支 | 辛巳    | 壬午    |
| 北魏 | 景明2年 | 景明3年 |